# 岡島一正
岡島 一正（おかじま かずまさ、1957年11月3日 - ）は、日本の政治家、元報道カメラマン。立憲民主党所属の衆議院議員（4期）。
日本放送協会報道局映像取材番組担当副部長、衆議院決算行政監視委員会筆頭理事、衆議院災害対策特別委員会筆頭理事、民主党副幹事長、国民の生活が第一総務委員長、生活の党・自由党千葉県総支部連合会代表などを歴任した。

## 来歴

### 生い立ち
千葉県市原市出身。市原市立姉崎小学校、市原市立姉崎中学校、千葉県立木更津高等学校卒業。1981年、早稲田大学社会科学部卒業。

### 報道カメラマンとして
1981年に日本放送協会（NHK）に報道カメラマンとして入局する。福岡放送局、沖縄放送局を経て、報道局の映像取材部や特報部に在籍する。その後、バンコク特派員を経て、報道局にてアジアセンターニュースデスク担当や映像取材ニュース総合デスクを務めた。また、在ペルー日本大使公邸占拠事件の際には、現地デスクとしてペルーに5か月駐在した。2000年に報道局の映像取材番組担当副部長に就任し、主として『NHKスペシャル』などの番組の製作にて、映像取材の統括を担当した。

### 政治家として
2001年7月29日の第19回参議院議員通常選挙では、自由党公認で千葉県選挙区より立候補するものの次点で落選した。その後、民主党と自由党との合併にともない、民主党に所属する。
2003年11月9日の第43回衆議院議員総選挙では、民主党公認で千葉3区から出馬し、自由民主党の前職松野博一を破り初当選した。
党内では保守系の議員の一人ではあるが、イラク日本人人質事件が発生した直後の2004年4月10日、生方幸夫、小林千代美らとともに民主党衆参27名の署名を集め、イラクから自衛隊を撤退させるよう声明を出した。また、署名はしなかったものの、小沢一郎や横路孝弘も賛同していることを明らかにした。
2005年9月11日の第44回衆議院議員総選挙では、千葉3区から出馬するも敗れ落選した。2009年8月30日の第45回衆議院議員総選挙にて、千葉3区から出馬し当選した。2009年7月21日、小沢一郎の政治団体「陸山会」より500万円の寄附を受けた。また、2010年9月の民主党代表選挙では、小沢に一票を投じた。樋高剛、佐藤公治、松木謙公と並ぶ「小沢側近四天王」の一人。
2011年6月2日の衆議院本会議で行われた菅内閣不信任決議案の採決では、党の反対方針に反して棄権した。民主党は6月13日の役員会で党員資格停止3カ月の処分とする方針を決定し、6月25日の常任幹事会で正式決定した。
2012年の消費増税をめぐる政局では、6月26日の衆議院本会議で行われた消費増税法案の採決で、党の賛成方針に反して反対票を投じた。7月2日には山岡賢次らを介して離党届が提出された。民主党は7月3日の常任幹事会で離党届を受理せず除籍処分とする方針を決定し、7月9日の常任幹事会で正式決定した。
同年7月11日、国民の生活が第一結党に参加した。国民の生活が第一では、党本部の総務委員長に就任した。また、国民の生活が第一が千葉県総支部連合会を設立すると、その代表に就任した。同年の第46回衆議院議員総選挙に日本未来の党公認で千葉3区から出馬するも、落選。その後は生活の党に参画し、2013年5月に千葉県総支部連合会が設立されると、その代表に就任した。
2014年の第47回衆議院議員総選挙に生活の党公認で千葉3区から立候補。岡島も民主党の新人女性も落選し、比例復活もかなわなかった。その後、生活の党と山本太郎となかまたち千葉県第3区総支部長に就任した。
2016年10月12日、小沢一郎共同代表は政党名を「生活の党と山本太郎となかまたち」から「自由党」に変更すると発表。岡島は党名変更後も、引き続き千葉県第3区総支部の総支部長を務めるとともに、千葉県総支部連合会の代表に就任した。
2017年9月26日、民進党代表の前原誠司は希望の党代表の小池百合子と極秘に会談し、民進党の希望の党への合流を決めた。合流案は9月28日の民進党両院議員総会で全会一致で採択される。ところが9月29日、小池が安保法制や憲法改正などで政策が一致しない公認希望者について「排除いたします」と明言したことから、野党再編を巡って大きな混乱が生じた。10月2日、枝野幸男は一人で記者会見し、「立憲民主党」を結党すると表明した。10月3日、小沢は記者会見し、第48回衆議院議員総選挙に無所属で立候補すると表明。これに伴い自由党は同選挙において候補者に公認を出さないことが発表された。同日午後、希望の党は、東京23区の元衆議院議員の櫛渕万里を千葉3区に擁立したと発表。10月6日、立憲民主党は、岡島を公認したと発表した。
同年10月22日、第48回衆議院議員総選挙が執行され、松野が当選した。立憲民主党は比例南関東ブロックで5議席を獲得。5番目の惜敗率（60.867％）だった岡島は比例復活で当選した。
2021年10月31日、第49回衆議院議員総選挙では、内閣官房長官となった松野に一騎打ちで再び敗北し、惜敗率は僅かに上昇したものの比例復活には遠く及ばず落選した。
2024年10月22日、第50回衆議院議員総選挙が執行され、松野が当選した。立憲民主党は比例南関東ブロックで6議席を獲得。4番目の惜敗率（95.34％）だった岡島は比例復活で当選した。

## 政策
- 生活の党時代の2014衆院選 毎日新聞候補者アンケートによると
  - 憲法9条の改正と集団的自衛権の行使に反対[43]。
  - アベノミクスを評価しない[43]。
  - 村山談話を見直すべきでない[43]。
  - ヘイトスピーチを法律で規制することに賛成[43]。
  - 特定秘密保護法は日本に必要ない[43]
- 選択的夫婦別姓制度導入に、2014年の調査では、どちらかといえば賛成[44]、2017年の調査では、賛成、としている[45]。

## 家族・親族
父である岡島正之は、競輪選手を経て政治家となり、厚生政務次官や衆議院労働委員長などを務めた。

## 選挙歴
| 当落 | 選挙                     | 執行日         | 年齢 | 選挙区                 | 政党         | 得票数     | 得票率 | 定数 | 得票順位 /候補者数 | 政党内比例順位 /政党当選者数 |
| ---- | ------------------------ | -------------- | ---- | ---------------------- | ------------ | ---------- | ------ | ---- | ------------------ | ---------------------------- |
| 落   | 第19回参議院議員通常選挙 | 2001年07月29日 | 43   | 千葉県                 | 自由党       | 36万4248票 | 15.91% | 2    | 3/7                | /                            |
| 当   | 第43回衆議院議員総選挙   | 2003年11月09日 | 46   | 千葉3区                | 民主党       | 8万5610票  | 47.81% | 1    | 1/3                | /                            |
| 落   | 第44回衆議院議員総選挙   | 2005年09月11日 | 47   | 千葉3区                | 民主党       | 8万5707票  | 41.89% | 1    | 2/3                | /                            |
| 当   | 第45回衆議院議員総選挙   | 2009年08月30日 | 51   | 千葉3区                | 民主党       | 11万2035票 | 55.46% | 1    | 1/3                | /                            |
| 落   | 第46回衆議院議員総選挙   | 2012年12月16日 | 55   | 千葉3区                | 日本未来の党 | 3万1161票  | 17.08% | 1    | 2/6                | /                            |
| 落   | 第47回衆議院議員総選挙   | 2014年12月14日 | 57   | 千葉3区                | 生活の党     | 3万238票   | 18.92% | 1    | 2/4                | /                            |
| 比当 | 第48回衆議院議員総選挙   | 2017年10月22日 | 59   | 比例南関東 （千葉3区） | 旧立憲民主党 | 5万2018票  | 32.42% | 1    | 2/3                | 5/5                          |
| 落   | 第49回衆議院議員総選挙   | 2021年10月31日 | 63   | 千葉3区                | 立憲民主党   | 6万5627票  | 38.13% | 1    | 2/2                | /                            |
| 比当 | 第50回衆議院議員総選挙   | 2024年10月27日 | 66   | 比例南関東 （千葉3区） | 立憲民主党   | 6万4169票  | 39.25% | 1    | 2/5                | 4/6                          |

## 取材を担当した作品
- ドキュメンタリー「国籍法改正施行 日本人になった日」
- おはようジャーナル「米兵に嫁いだ女たち」
- ドキュメンタリー「琉台航路 謎の運び屋たち」
- NHKスペシャル「社会主義の20世紀 ベトナム戦争15年目の真実」
- 「戦争を記録した男達 ファインダーの中のベトナム戦争」
- NHKスペシャル「アジアハイウェー 現代史が駆け抜けた道」
- クローズアップ現代「ベトナム戦争終結20年」